# Леушены (Хынчештский район)
Леушены (рум. Leuşeni, Леушень) — село в Хынчештском районе Молдавии. Является административным центром коммуны Леушены, включающей также село Фетяска.

## География
Село расположено на высоте 31 метров над уровнем моря.

## Население
По данным переписи населения 2004 года, в селе Леушень проживает 2166 человек (1117 мужчин, 1049 женщин).
Этнический состав села:
| Национальность | Число жителей | Процентный состав |
| -------------- | ------------- | ----------------- |
| молдаване      | 2103          | 97.09             |
| румыны         | 26            | 1.2               |
| украинцы       | 17            | 0.78              |
| русские        | 13            | 0.6               |
| цыгане         | 5             | 0.23              |
| болгары        | 1             | 0.05              |
| прочие         | 1             | 0.05              |
| Всего          | 2166          | 100%              |

## Интересные факты
- Через пограничный переход с Румынией в районе села Леушены был внесен на территорию СССР олимпийский огонь XX Олимпийских игр в Москве.